# Khỉ đầu chó Hamadryas
Khỉ đầu chó Hamadryas (danh pháp hai phần: Papio hamadryas) là một loài khỉ đầu chó trong họ khỉ Cựu thế giới. Nó là loài khỉ đầu chó cực bắc nhất, là loài bản địa Sừng châu Phi và mũi tây nam của bán đảo Ả Rập. Các khu vực này là nơi cư trú với lợi thế có ít loài kẻ thù tự nhiên ít hơn so với miền Trung hoặc miền Nam châu Phi, nơi cư trú của con khỉ đầu chó khác. Khỉ đầu chó Hamadryas là một con vật linh thiêng đối với Ai Cập cổ đại và xuất hiện trong các vai trò khác nhau trong tôn giáo Ai Cập cổ đại, do đó tên khác là 'khỉ đầu chó thiêng liêng'.

## Mô tả

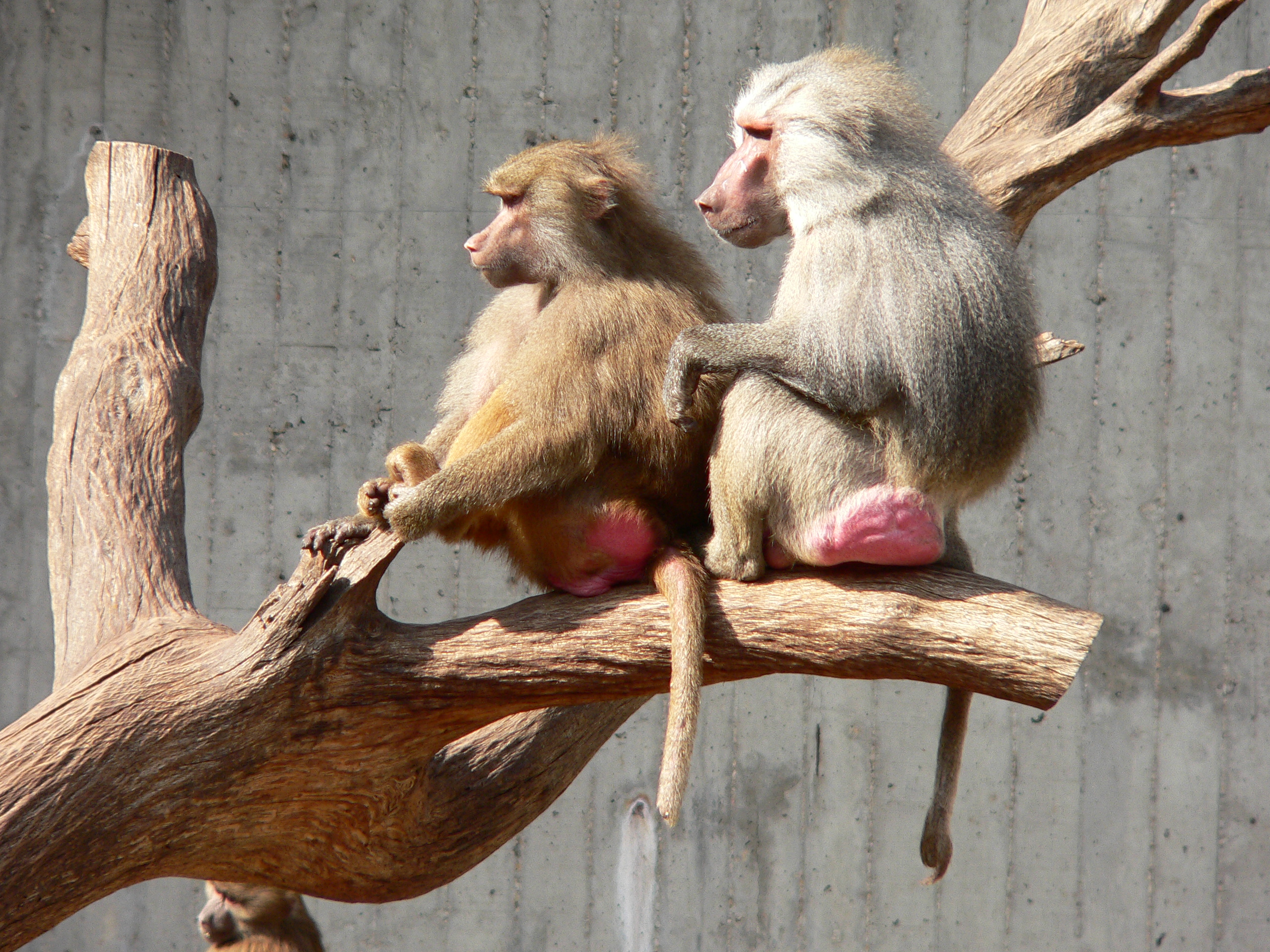
Con đực và con cái có kích cỡ và bộ lông khác nhau.

Ngoài sự khác biệt kích thước nổi bật giữa các con đực và con cái (con đực thường lớn gấp hai lần con cái), là đặc tính phổ biến cho tất cả các con khỉ đầu chó, loài này cũng cho thấy sự dị hình lưỡng tính trong màu sắc. Lông của con đực là màu trắng bạc màu và có một lớp lông bờm rõ rệt (bờm và lớp phủ) mà chúng phát triển khoảng 10 tuổi, trong khi những con cái không có lông bờm và có màu nâu. Khuôn mặt của chúng có màu sắc trong phạm vi màu từ đỏ sang nâu nhạt đến nâu sẫm.
Con đực có thể dài đến 80 cm (31 in) và cân nặng 20–30 kg (44–66 lb); con cái nặng 10–15 kg (22–33 lb) và thân dài 40–45 cm (16–18 in). Đuôi dài thêm một 40–60 cm (16–24 in) cho chiều dài, và kết thúc trong một chùm nhỏ. Con non có màu tối tối và trở nên sáng sau khoảng một năm. Khỉ đầu chó Hamadryas trưởng thành tính dục tại khoảng 4-5 tuổi ở con cái và 5-7 tuổi đối với con đực.

## Phạm vi sinh sống
Khỉ đầu chó hamadryas ăn trái cây trong điều kiện nuôi nhốt, mặc dù trái cây không phải là một phần thường xuyên của chế độ ăn uống của nó trong tự nhiên.
Phạm vi của khỉ đầu chó kéo dài từ Biển Đỏ ở Eritrea Ethiopia và Somalia. Khỉ đầu chó là nguồn gốc và sống ở tây nam Arabia, Yemen và Ả Rập Xê Út Khỉ đầu chó Hamadryas khỉ đầu chó sống ở khu vực bán sa mạc, thảo nguyên và các khu vực đá, cần có các vách đá để ngủ và tìm kiếm nguồn nước. Khỉ đầu chó hamadryas là loài ăn tạp và thích nghi với môi trường sống tương đối khô. Trong mùa mưa, khỉ đầu chó ăn nhiều loại thức ăn, hoa, hạt, cỏ, rễ hoang dã, và lá từ cây keo Trong mùa khô, các con khỉ đầu chó ăn lá của lá glabra Dobera và sisal. Khỉ đầu chó Hamadryas cũng ăn côn trùng, bò sát và các loài động vật có vú nhỏ. Một con thậm chí còn quan sát mang một dik dik chết. 
Hoạt động uống của các con khỉ đầu chó cũng phụ thuộc theo mùa. Vào mùa mưa, những con khỉ đầu chó không phải đi xa để tìm vũng nước. Khỉ đầu chó ngủ trưa tại hố nước. Khỉ đầu chó Hamadryas cũng đào hố để lấy nước uống ở vị trí chỉ là một khoảng cách ngắn từ hố nước tự nhiên.

## Hình ảnh

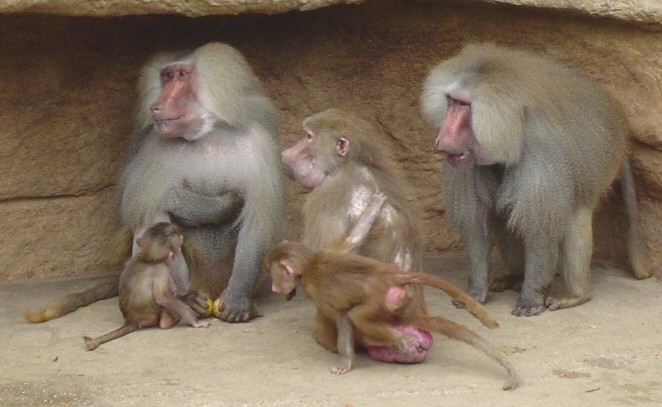
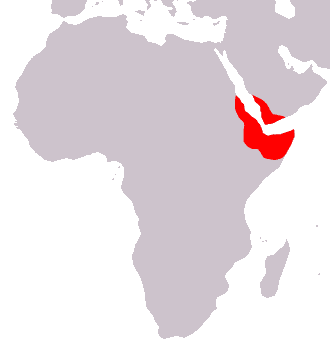
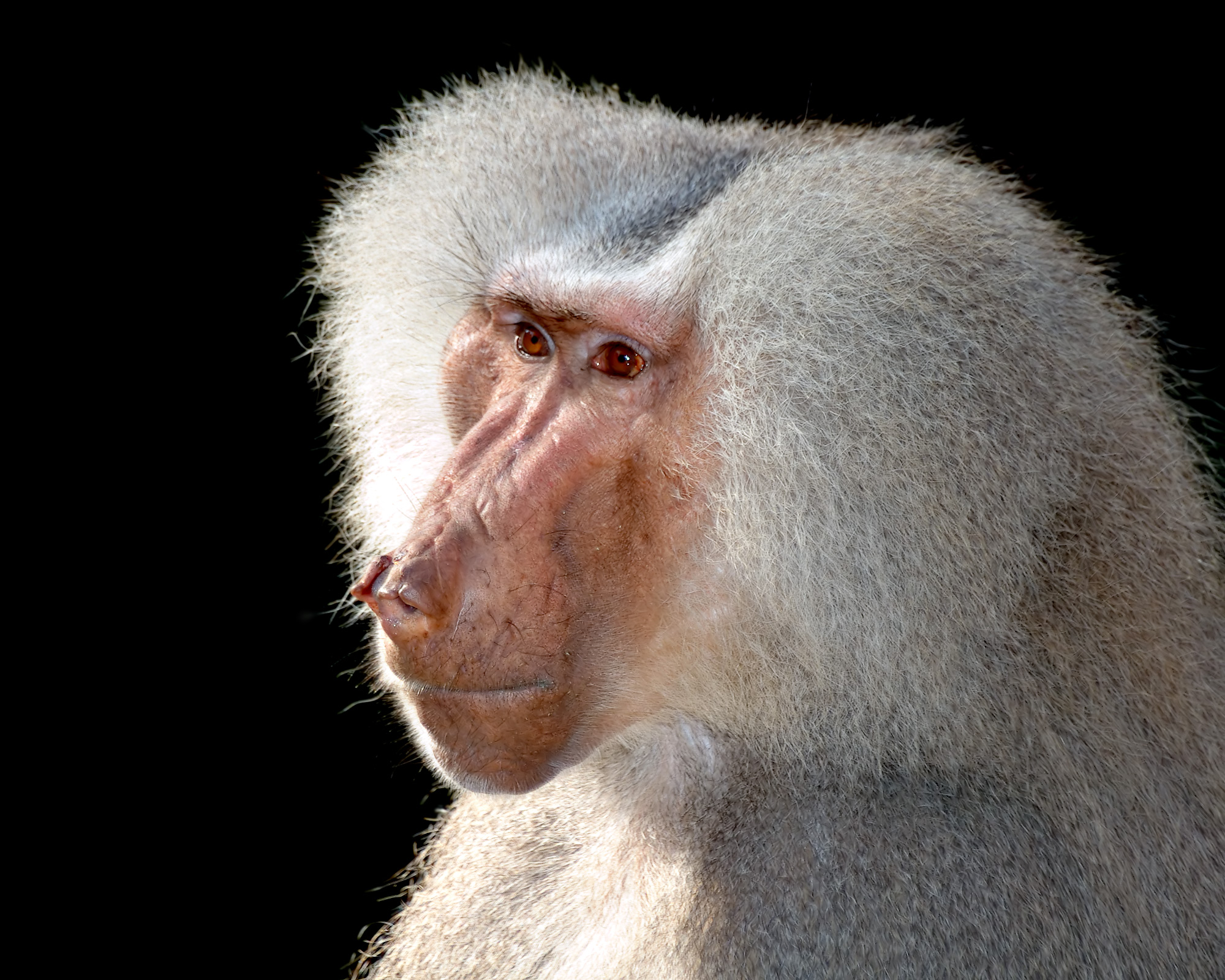
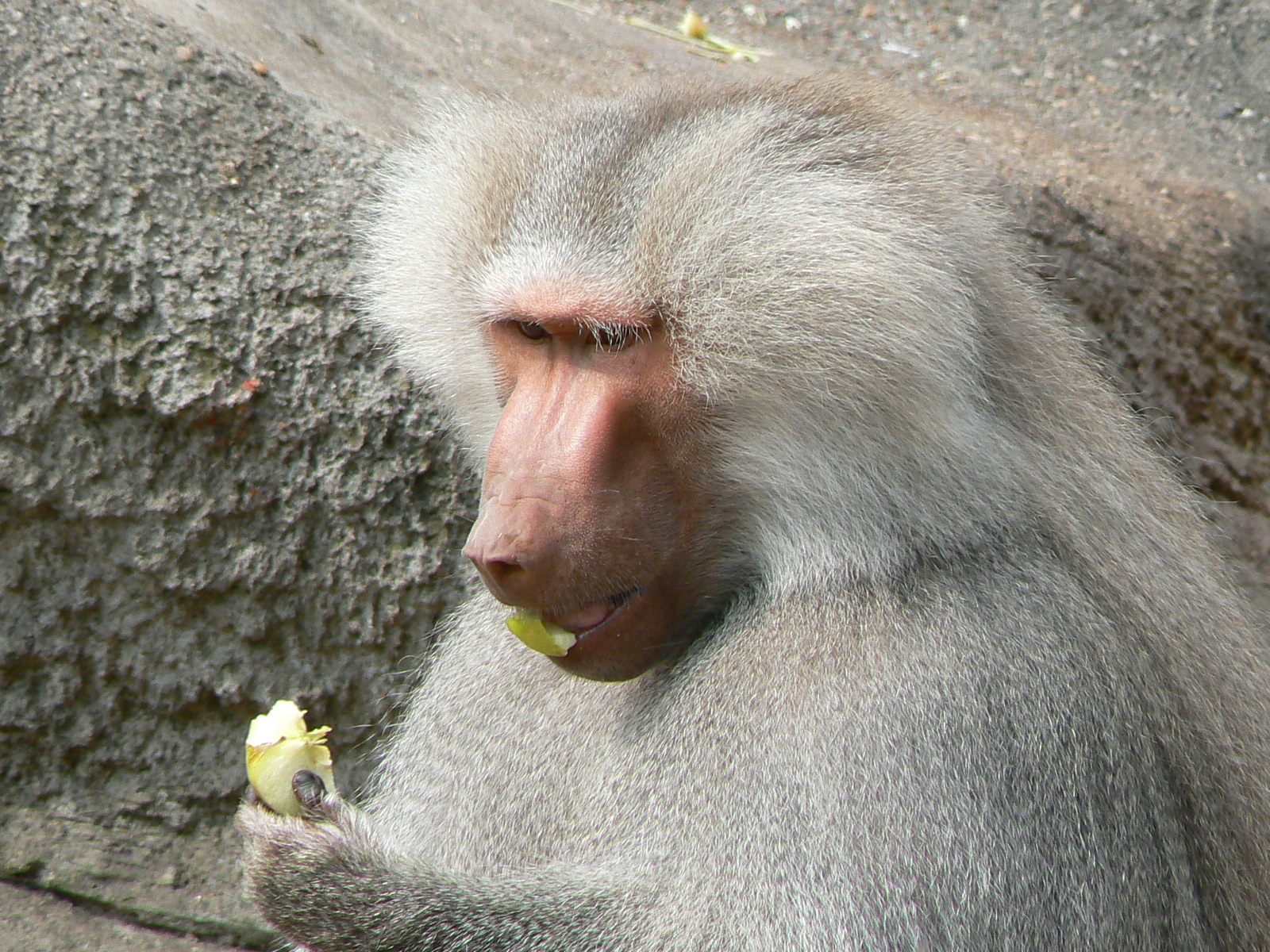
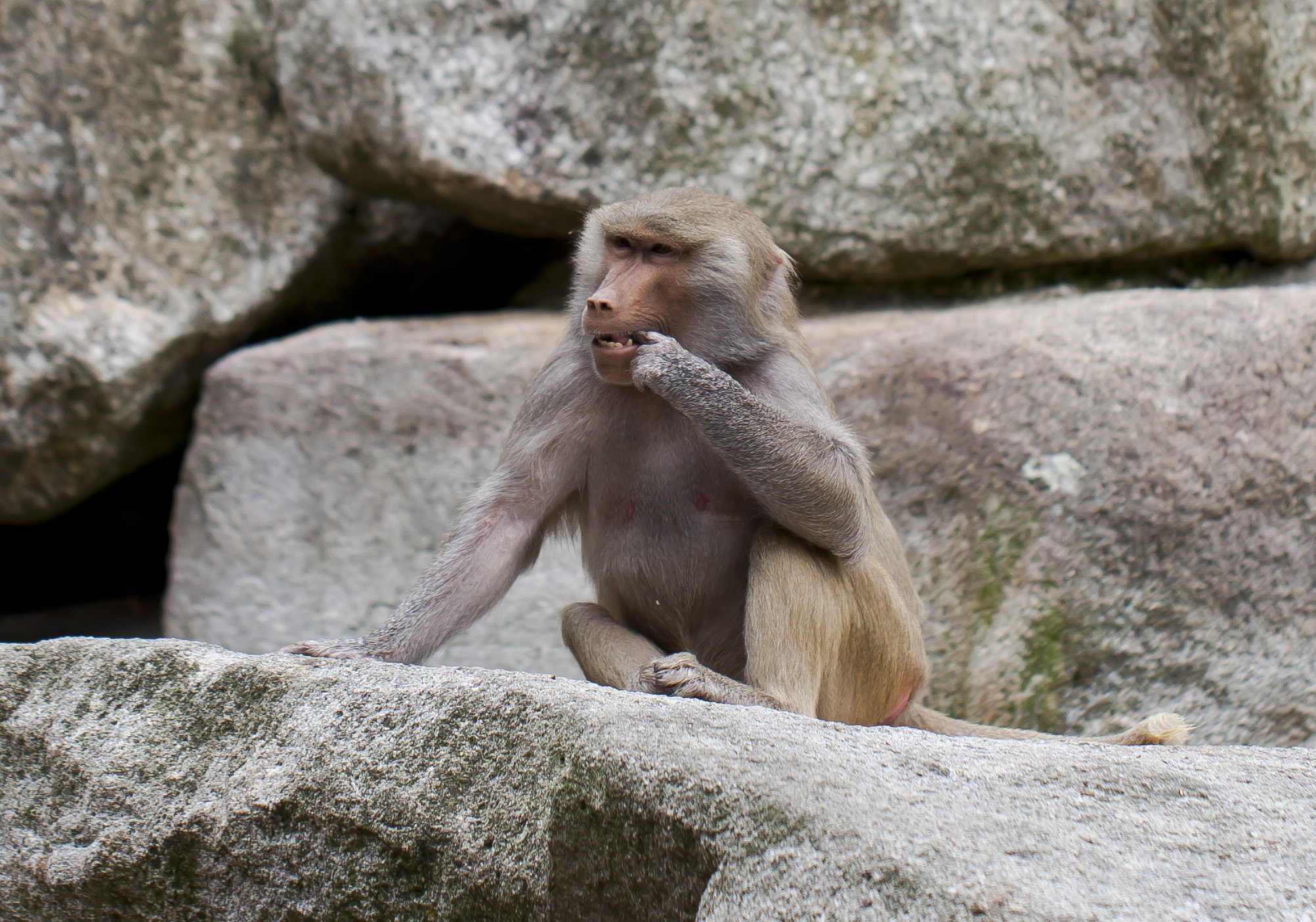
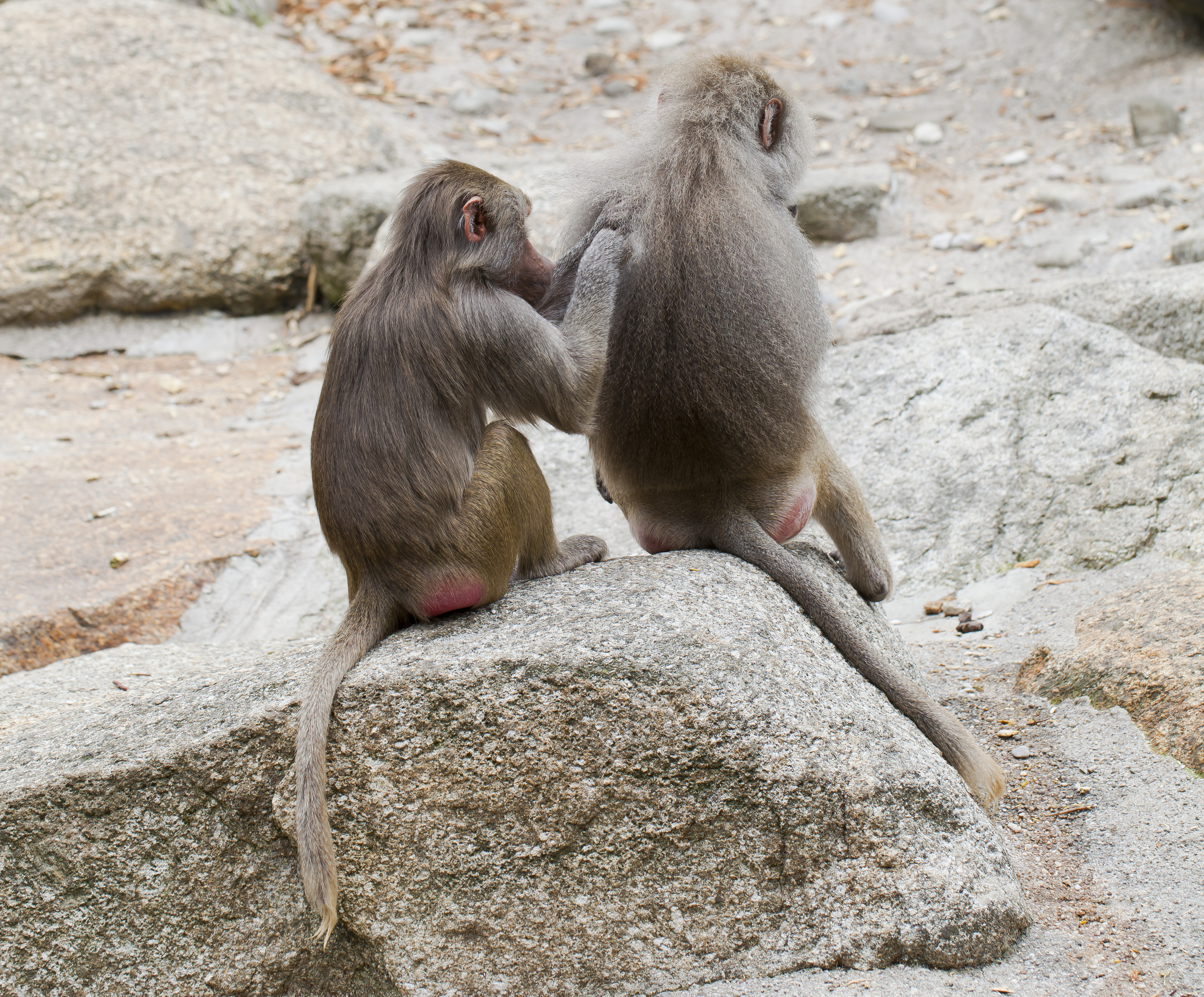
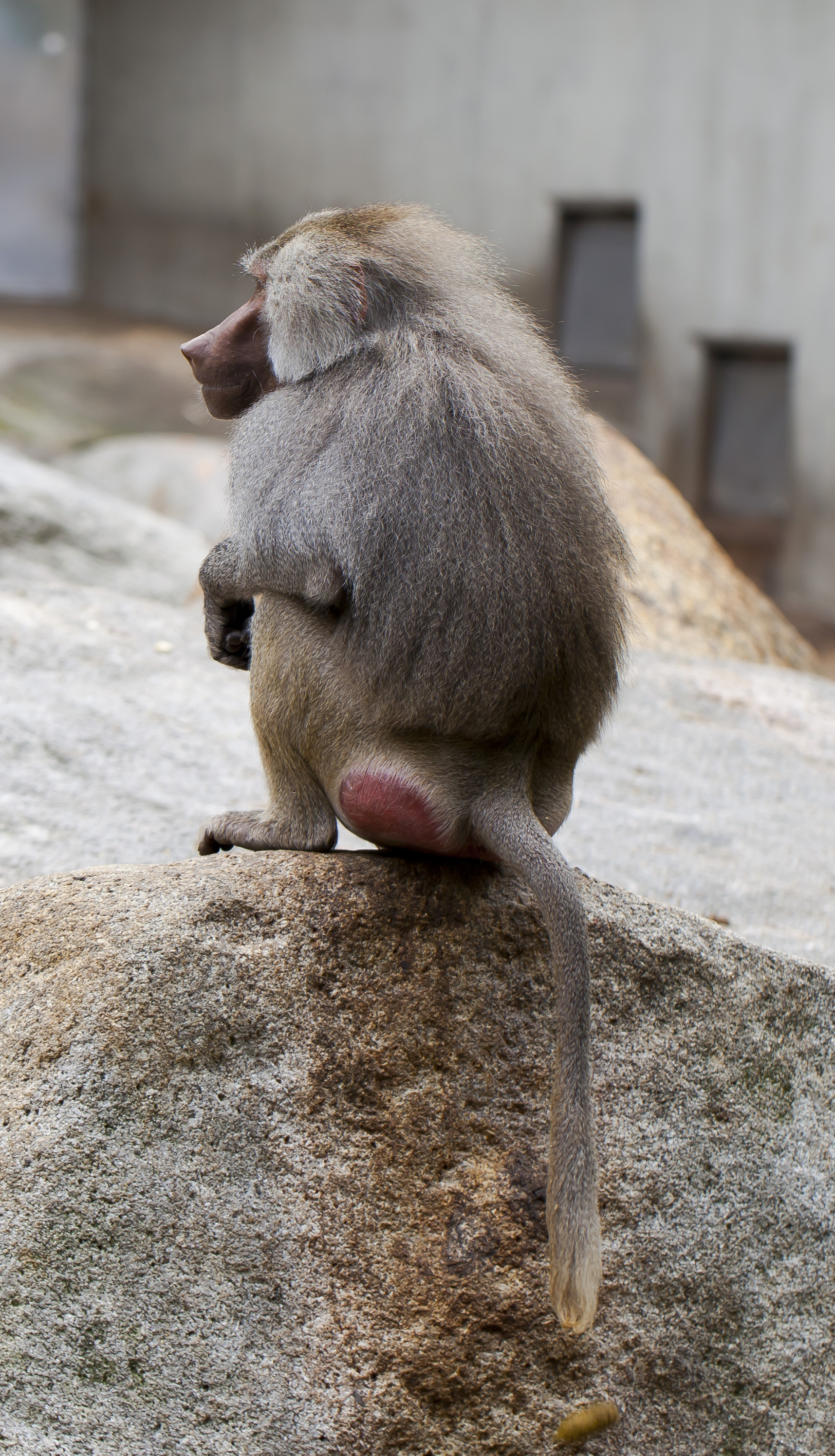
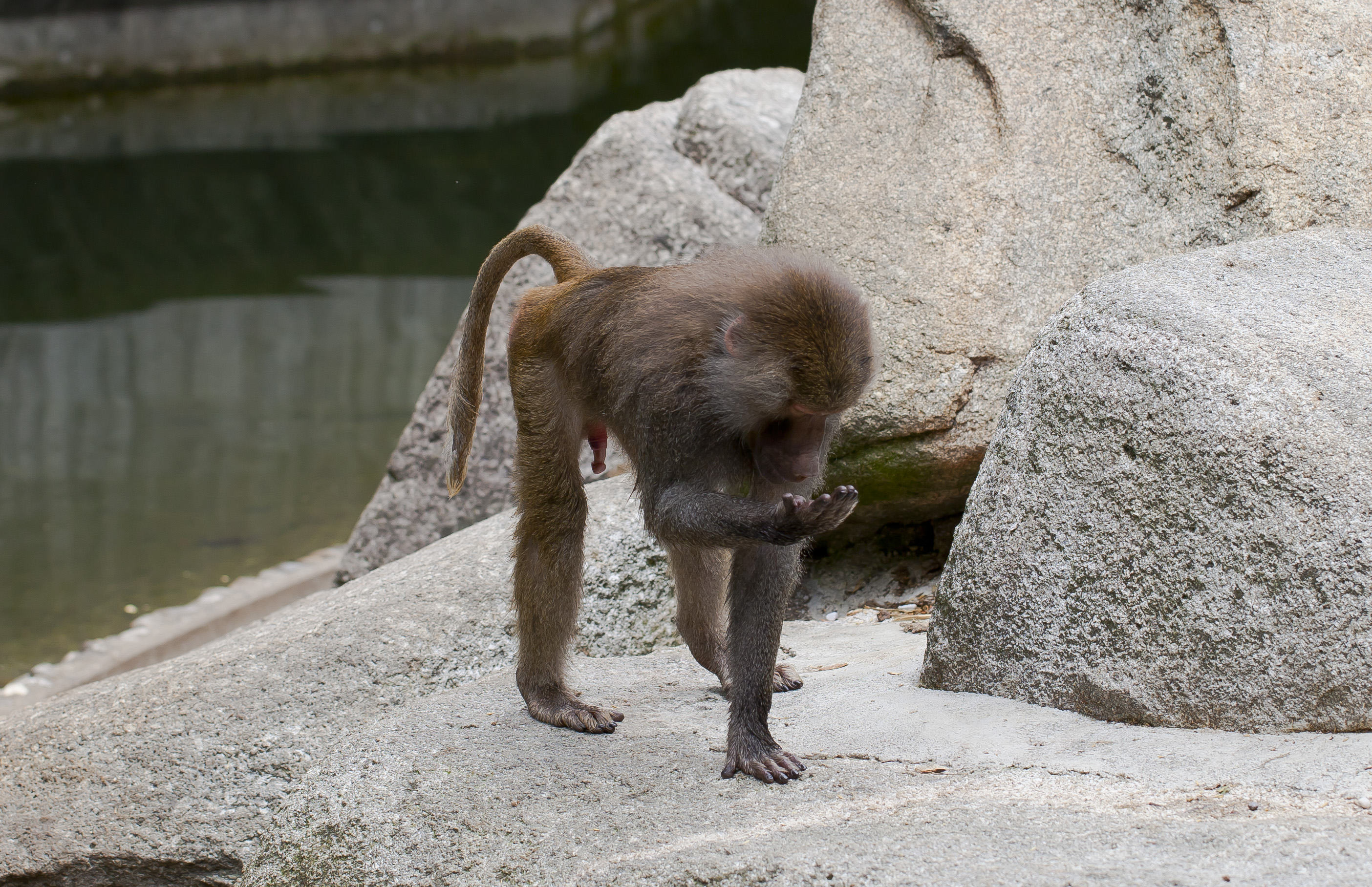